# Gilles Quénéhervé
Gilles Quénéhervé (Parigi, 17 maggio 1966) è un ex velocista francese, medaglia d'argento ai mondiali di Roma 1987 sui 200 metri piani e di bronzo con la staffetta 4x100 m ai Giochi olimpici di Seul 1988.

## Biografia
Specialista dei 200 m, fu 6º in finale a Seul 1988.

## Record nazionali
- 200 metri piani: 20"16 ( Roma, 3 settembre 1987) [1]

## Palmarès
| Anno | Manifestazione  | Sede | Evento            | Risultato | Prestazione | Note             |
| ---- | --------------- | ---- | ----------------- | --------- | ----------- | ---------------- |
| 1987 | Mondiali        | Roma | 200 metri         | Argento   | 20"16       | Record nazionale |
| 1988 | Giochi olimpici | Seul | Staffetta 4×100 m | Bronzo    | 38"40       |                  |